# فیث بالدوین
فیث بالدوین (انگلیسی: Faith Baldwin؛ ‏ ۱ اکتبر ۱۸۹۳ – ۱۸ مارس ۱۹۷۸) رمان‌نویس و نویسنده رمان‌های عاشقانه و سایر انواع ادبیات داستانی اهل ایالات متحده آمریکا بود.
از فیلم‌هایی که وی در آن‌ها نقش داشته‌است، می‌توان به مردان بسیار احمقند و ازدواج آخر هفته اشاره نمود.